# Hydrovatus bedoanus
Hydrovatus bedoanus là một loài bọ cánh cứng trong họ Bọ nước. Loài này được Bruneau de Miré & Legros miêu tả khoa học năm 1963.